# Olio Collina di Brindisi
L'olio Collina di Brindisi è un olio di oliva a Denominazione di origine protetta, da cui prende il nome l'omonima strada dell'olio: si tratta di un tracciato enogastronomico in provincia di Brindisi che attraversa i comuni di Ceglie Messapica, Carovigno, Cisternino, Fasano, Ostuni, San Michele Salentino, San Vito dei Normanni e Villa Castelli.

## Descrizione
L'olivo è presente nel brindisino da tempi antichi, come testimoniano alcuni oliveti secolari a Fasano e Ostuni, perfettamente integrati nel paesaggio di questa provincia.
La varietà più comune nel territorio, comunemente detta Ogliarola o Chiarita, risale al tempo dei Romani e deve la sua diffusione all'alta resa in olio estraibile e all'elevata rusticità.
L'olio Collina di Brindisi ha un gusto tale da accompagnare qualsiasi pietanza, dalle carni ai piatti di pesce, alle verdure ed è persino adatto nelle preparazioni di pasticceria.
L'etichettatura del Collina di Brindisi Dop.
In etichetta figura il nome della Denominazione di origine protetta 'Collina di Brindisi' e l'annata di produzione delle olive da cui l'olio è ottenuto.
Olio extravergine di oliva ottenuto dalle varietà di olivo Ogliarola (per almeno il 70%), Cellina, Nardò, Coratina, Frantoio, Leccino e Picholine.
L'olio Colline di Brindisi presenta un'acidità massima dello 0,80%, un colore dal verde al giallo e un odore fruttato medio.
L'olio Collina di Brindisi è di eccellente qualità, particolarmente dolce anche appena spremuto, e ha un sapore fruttato e delicato, con leggera percezione di piccante e di amaro.
L'olio di oliva extravergine Colline di Brindisi deve essere prodotto nella parte nord della provincia di Brindisi, comprendente i comuni di Carovigno, Ceglie Messapica, Cisternino, Fasano, Ostuni, San Michele Salentino, San Vito dei Normanni, Villa Castelli.
Presenza sul mercato: Tutto l'anno

## Riferimenti normativi
Registrazione europea con regolamento CE n. 1263/96 pubblicato sulla GUCE L163/96 del 2 luglio 1996; riconoscimento nazionale con DM 29 settembre 1998 pubblicato sulla GURI n. 250 del 26 ottobre 1998.